# Пикирующий бомбардировщик (фильм)
«Пикирующий бомбардировщик» (англ. Dive Bomber) — американский кинофильм 1941 года режиссёра Майкла Кёртиса. В главных ролях — Эррол Флинн, Фред Макмюррей и Ральф Беллами.

## Сюжет
Дуглас Ли не смог спасти жизнь своего товарища Ларсона, разбившегося из-за непонятных причин после входа в крутое пике.
Товарищи стали относиться к нему неприязненно и пренебрежительно высказываться о его желании узнать побольше об этой проблеме.
Непосредственный начальник Дугласа тоже косо посматривал на дерзкого новичка, но через некоторое время они подружились.
В конце концов, все личные разногласия были преодолены.
Авиаторы и медики вместе стали изучать феномен повлёкший гибель пилота: потерю сознания на большой высоте.
Их усилия оказались не напрасными и проведённые исследования спасли жизнь сотням поднимавшихся в небо лётчиков.

## В ролях
- Эррол Флинн — Дуглас Ли
- Фред Макмюррей — Джо Блейк
- Ральф Беллами — Лэнс Роджерс
- Алексис Смит — миссис Линда Фишер
- Роберт Армстронг — Арт Лайонс
- Реджис Туми — Тим Гриффин
- Аллен Дженкинс — Лаки Джеймс
- Майкл Гейл — Джон Томас Антоний III
- Херберт Андерсон — Чаби Маркхем
- Морони Олсен — старший хирург в Сан-Диего
- Денни Мур — миссис Джеймс
- Дик Уэссел — механик, помогающий Джо Блейку со скафандром (в титрах не указан)

## Номинации
- Номинация на «премию Оскар» 1942 года за Лучшую работу оператора (цветные фильмы).